# Punta Alki

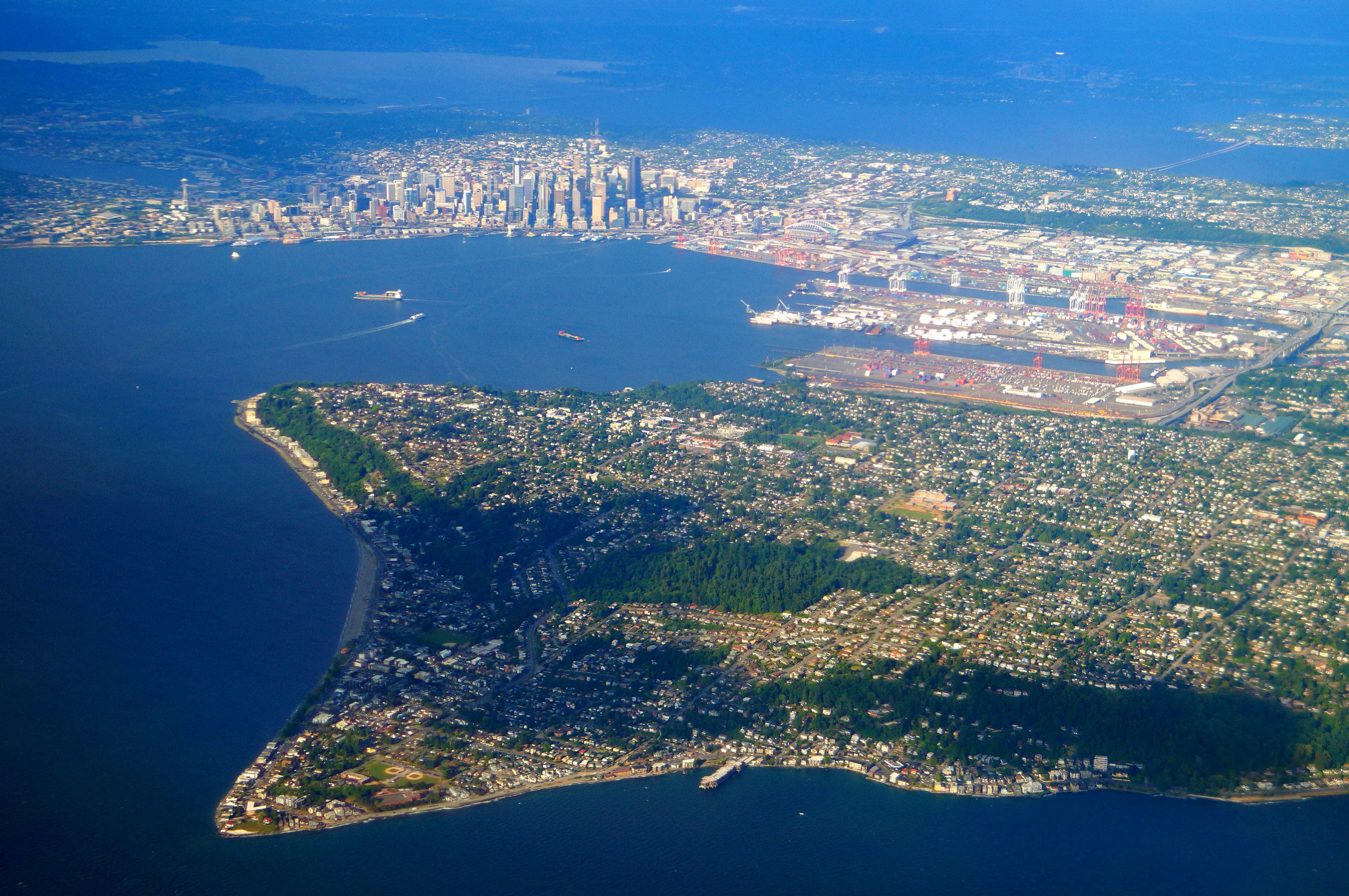
Vista de West Seattle, la Bahía de Elliot y el centro de la ciudad de Seattle

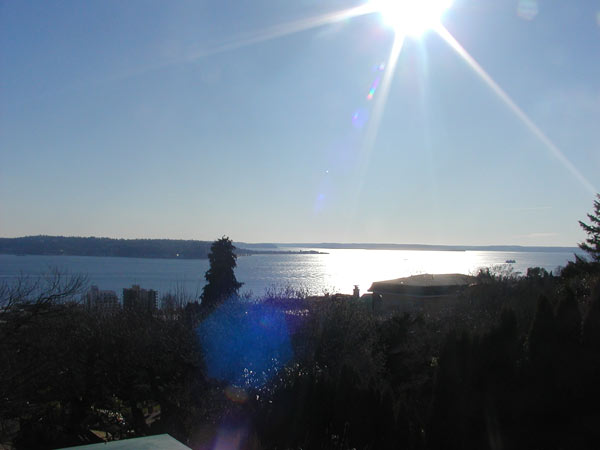
Alki Point, visto desde Queen Anne.

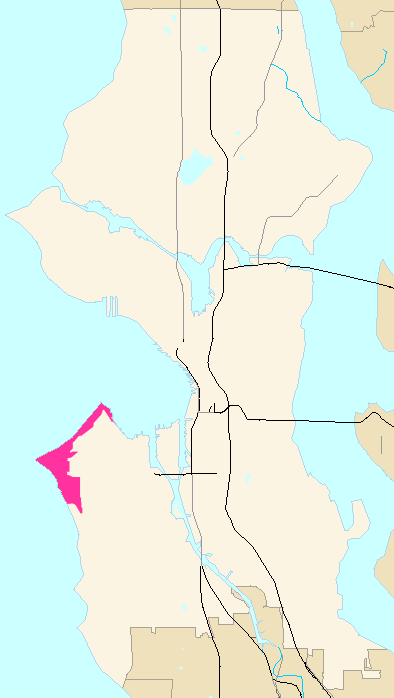
Alki.

Alki Point (en español, literalmente, punta Alki), es una punta o cabo ubicado en el extremo oeste de West Seattle, Seattle, Washington, y sobre la península en la que se encuentra se asienta el barrio homónimo de la ciudad. Por el lado del Puget Sound, fue el sitio del primer asentamiento del hombre blanco en el área que luego se convertiría en Seattle. Desde 1902 hasta 1907 formó parte de la ciudad de West Seattle; en 1907 fue definitivamente anexionado a Seattle junto con el resto de West Seattle.

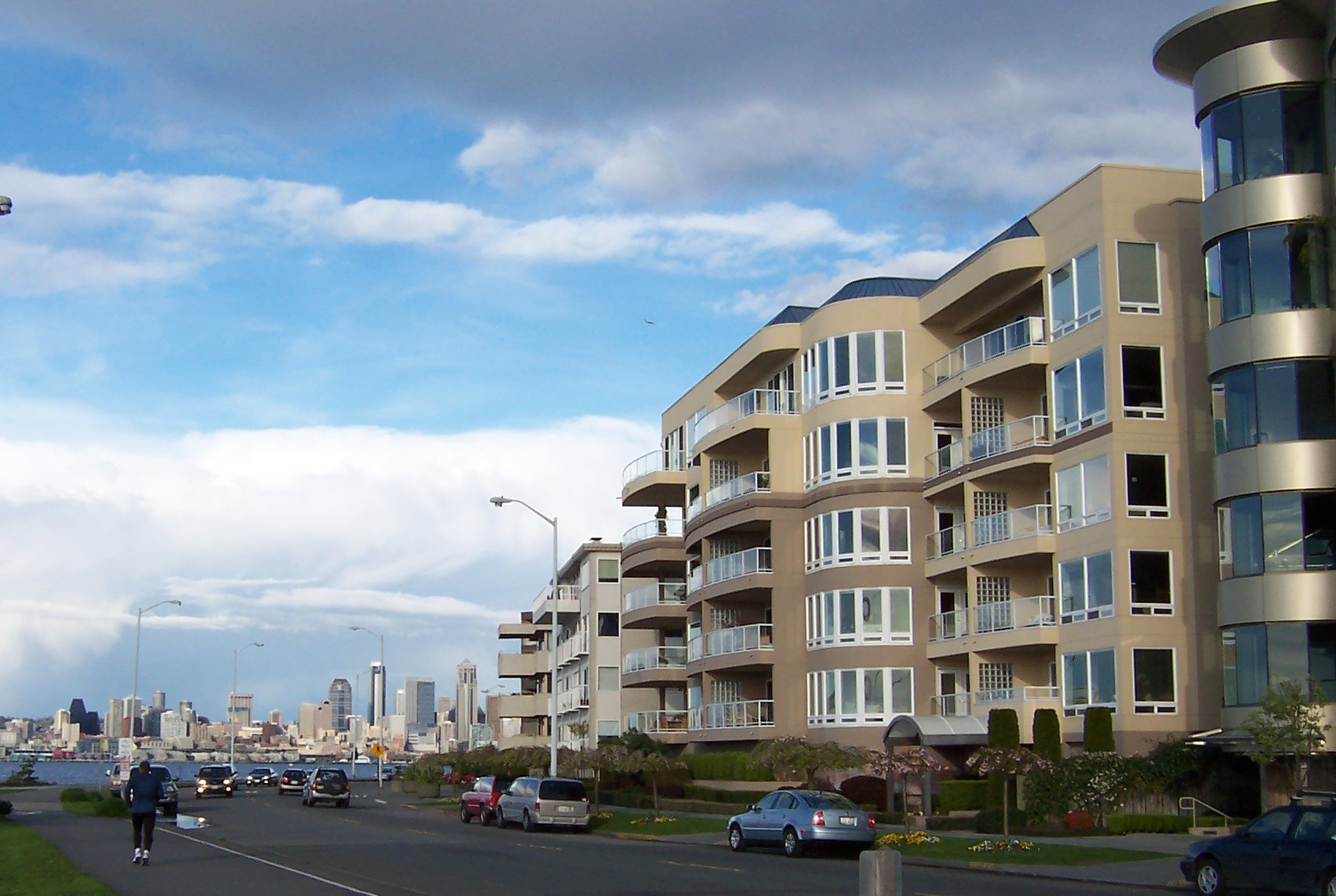
La playa de Alki.

La tribu duwamish lo llamaba el «punto de la pradera» (en idioma lushootseed: sbaqWábaqs). El nombre hacía referencia a las praderas cercanas al extremo de la península, que eran mantenidas por aborígenes que practicaban la agricultura mediante quemas estacionales. El lugar ya contaba con asentamientos indígenas, así como también de actividad colonial, antes de 1851.
Un grupo de colonizadores, identificados como el grupo de Denny (Denny Party), desembarcó en Alki Point el 13 de noviembre de 1851, y estableció una pequeña aldea. El nombre original era New York Alki. «Alki» era una palabra en jerga Chinook que significaba «finalmente». Sin embargo, en el mes de abril siguiente, Arthur A. Denny abandonó Alki por un sitio mejor localizado en la orilla este de Elliott Bay. Hoy en día, ese lugar se llama Pioneer Square (Plaza del pionero). 
Charles Terry, junto con otros que se asentaron en Alki, permanecieron allí por algún tiempo, pero finalmente se mudaron con el resto a Pioneer Square después del primer invierno. Terry dio su tierra al Dr. Maynard en 1857 a cambio de las tierras de éste en Pioneer Square. Maynard cultivó la tierra durante once años antes de venderla a Hans Martin Hanson y Knud Olson en 1868.
El faro de Alki Point fue construido en 1913, en reemplazo de una luz del Servicio de Faros de los Estados Unidos que operaba desde  1887.